# Johann Karl August Musäus
Johann Karl August Musäus (født 29. marts 1735 i Jena, død 28. oktober 1787 i Weimar) var en tysk forfatter. 
Han studerede teologi i Jena og blev 1769 professor ved gymnasiet i Weimar. Som forfatter var han elev af Wieland, en satirisk spotter over tidens affektation i Der deutsche Grandison imod Richardsons Grandison og den urimelige beundring af denne bog. Physiognomische Reisen er rettet imod Lavaters fysiognomiske sværmeri. Hans betydeligste arbejde er Volksmärchen der Deutschen, der har bevaret hans navn til vore dage. Han er som 
eventyrfortæller snarere satirisk end naiv. Der findes flere senere udgaver, især ved Moritz Müller, 1868; også en illustreret pragtudgave, oversat på dansk. Kotzebue har udgivet Nachgelassene Schriften (1791).